# Diecezja La Crosse
Diecezja La Crosse (łac. Dioecesis Crossensis, ang. Diocese of La Crosse) jest diecezją Kościoła rzymskokatolickiego w metropolii Milwaukee w Stanach Zjednoczonych. Swym zasięgiem obejmuje zachodnią część stanu Wisconsin. 

## Historia
Diecezja została kanonicznie erygowana 3 marca 1868 roku przez papieża Piusa IX. Wyodrębniono ją z ówczesnej diecezji Milwaukee. Pierwszym ordynariuszem został kapłan pochodzenia niemieckiego Michael Heiss (1818-1890), późniejszy arcybiskup Milwaukee. 

## Ordynariusze
- Michael Heiss (1868–1880)
- Kilian Caspar Flasch (1881–1891)
- James Schwebach (1891–1921)
- Alexander Joseph McGavick (1921–1948)
- John Patrick Treacy (1948–1964)
- Frederick William Freking (1965–1983)
- John Joseph Paul (1983–1994)
- Raymond Leo Burke (1994–2003)
- Jerome Listecki (2004–2010)
- William Callahan OFMConv. (2010–2024)
- Gerard Battersby (od 2024)